# 于尔根·维费尔
于尔根·维费尔（德語：Jürgen Wiefel，1952年3月10日—），德国男子射击运动员。他曾代表东德参加1976年和1980年夏季奥林匹克运动会射击比赛，获得二枚银牌，均来自手枪速射项目。